# 本庄BLALA
本庄BLALA（ほんじょうブララ）はかつて埼玉県本庄市に所在していた複合商業施設である。

## 概要
東日本旅客鉄道（JR東日本）高崎線本庄駅南口に立地していた。地上4階建ての本館の他に、立体駐車場を備えていた。本館には屋上駐車場は設置されていなかった。売場面積は10124m2であった。
1972年（昭和47年）9月27日にニチイチェーン本庄店として開業した。増築を経て1997年（平成9年）6月27日に本庄サティに業態転換し、専門店を伴うようになった。
本庄サティは運営会社のマイカル（現・イオンリテール）が経営破綻した影響を受け、閉店した。その跡地に本庄BLALAとして再開業した。
開業当初は盛り上がりを見せたが、近くにアピタやベルク、更には伊勢崎市、前橋市、高崎市などに立地する大型ショッピングモールがあるためか、来館者数が減少した。苦戦気味になり、更にテナントの撤退が相次いだ。2004年（平成16年）頃にトライアルマートが入居してからは、少しずつ減少に歯止めが掛かり始め、更に2006年（平成18年）11月9日に1000円均一ショップの千金ワールドが出店したほか、同年には100円均一ショップのシルクが出店し、再度の盛り上がりを見せつつあった。
しかし、2007年（平成19年）8月8日にウニクス上里が、2008年（平成20年）8月2日にイオンタウン上里がオープンして以降、また来客者の減少に拍車が掛かる。千金ワールドに至っては運営会社の倒産もあり、約1年であえなく撤退した。その後、2012年（平成24年）3月20日にトライアルマートが閉店したほか、メッセも閉店した。
その後、施設所有者の増島土地開発株式会社が固定資産税を滞納したため、本庄市によって建物が差し押さえられた結果、Yahoo!オークションに売りに出された。その影響を受け、2013年（平成25年）9月30日をもってサウンドボウルが閉店した。2015年（平成27年）10月の時点では喫茶店の「カフェOB」を除いて全フロアが閉鎖されている状態であったが、2016年（平成28年）8月16日にこの喫茶店も閉店し、全テナントが撤退した。施設自体の正式な閉館時期は発表されていないが、この日が事実上の閉館日となっている。その後、2016年（平成28年）11月頃から建物の解体作業が始まった。
2016年（平成28年）、横尾材木店などを手がけるワイグッドホールディングスが用地取得を発表した。

## 主なテナント

### 1階
- フレスコート
- 新鮮組
- フードコート
- 宝くじ売り場
- 携帯生活
- トライアルマート本庄店（2012年3月20日限りで閉店）
- メッセ本庄店
- カフェOB

### 2階
- ドンファン
- 1000円ショップ「千金ワールド」
- 100円ショップシルク

### 3階
- ダイソー

### 4階
- サウンドボウル本庄店 - 撤退した本庄スカイボウルの跡地に出店。